# Mind Sports Olympiad
Mind Sports Olympiad, também conhecido por Olimpíadas da Mente, é um evento multidesportivo que ocorre anualmente desde 1997, sendo um dos maiores eventos de esportes da mente do mundo. O principal esporte da competição é o poker, jogado em todas as suas modalidades. Além dele, competições de xadrez, damas, gamão, banco imobiliário e até de tetris fazem parte dos desafios intelectuais.

## Ver Também
- Jogos Mundiais de Esportes Mentais